# Viðibunga
Viðibunga är en kulle i republiken Island. Den ligger i regionen Västfjordarna, 130 km norr om huvudstaden Reykjavík. Toppen på Viðibunga är 313 meter över havet.
Trakten runt Viðibunga är nära nog obefolkad, med mindre än två invånare per kvadratkilometer. Det finns inga samhällen i närheten. Trakten runt Viðibunga består i huvudsak av gräsmarker.